# اوسی، ساردینیا
اوسی، ساردینیا (به ایتالیایی: Ossi) یک کومونه در ایتالیا است که در استان ساساری واقع شده‌است.

## خصوصیات
اوسی ۳۰٫۱ کیلومترمربع مساحت و ۵٬۷۷۵ نفر جمعیت دارد.